# Quận Mitchell, Texas
Quận Mitchell (tiếng Anh: Mitchell County) là một quận trong tiểu bang Texas, Hoa Kỳ. Quận lỵ đóng ở thành phố Colorado City6. Theo kết quả điều tra dân số năm  2000 của Cục điều tra dân số Hoa Kỳ, quận có dân số 9698 người.